# 克里斯特爾唐斯坎特里克拉布 (密歇根州)
克里斯特爾唐斯坎特里克拉布（英語：Crystal Downs Country Club）是位於美國密歇根州本西縣的一個普查規定居民點。

## 人口
根據2020年美國人口普查的數據，克里斯特爾唐斯坎特里克拉布的面積為3.25平方千米，當中陸地面積為3.25平方千米，而水域面積為0.00平方千米。當地共有人口55人，而人口密度為每平方千米16.92人。